# Copa dos Campeões de Voleibol Feminino de 2001
A Copa dos Campeões de Voleibol Feminino de 2001 foi a terceira edição deste evento, sob chancela da Federação Internacional de Voleibol (FIVB). Sediado no Japão, suas partidas foram realizadas nas cidades de Saitama e Fukuoka., entre os dias 13 e 18 de novembro.
O título foi conquistado pela China, o seu primeiro na história, ao não perder nenhuma das cinco partidas realizadas.

## Equipes participantes
- Japão (país-sede)
- Brasil
- Rússia
- Estados Unidos
- China
- Coreia do Sul

## Sistema de competição
A Copa dos Campeões feminina foi disputada no sistema de pontos corridos. As seis seleções se enfrentaram em grupo único. A equipe com a maior pontuação, ao final das cinco rodadas, foi declarada campeã.

## Resultados
| Pos | Equipe         | Pts | V | D | SP | SC | SA    | PP  | PC  | PA    |
| --- | -------------- | --- | - | - | -- | -- | ----- | --- | --- | ----- |
| 1   | China          | 10  | 5 | 0 | 15 | 3  | 5,000 | 453 | 378 | 1,198 |
| 2   | Rússia         | 8   | 3 | 2 | 11 | 8  | 1,375 | 458 | 407 | 1,125 |
| 3   | Japão          | 8   | 3 | 2 | 9  | 8  | 1,125 | 388 | 388 | 1,000 |
| 4   | Brasil         | 7   | 2 | 3 | 9  | 11 | 0,818 | 439 | 443 | 0,991 |
| 5   | Estados Unidos | 6   | 1 | 4 | 8  | 13 | 0,615 | 467 | 495 | 0,943 |
| 6   | Coreia do Sul  | 6   | 1 | 4 | 4  | 13 | 0,308 | 315 | 409 | 0,770 |

### Primeira rodada - Saitama
13 de Novembro
| Jogo          | Jogo | Jogo           | Parciais | Parciais | Parciais | Parciais | Parciais |
| Jogo          | Jogo | Jogo           | 1        | 2        | 3        | 4        | 5        |
| ------------- | ---- | -------------- | -------- | -------- | -------- | -------- | -------- |
| Coreia do Sul | 3-1  | Estados Unidos | 25-18    | 25-21    | 19-25    | 25-23    | -        |
| China         | 3-1  | Rússia         | 33-35    | 25-21    | 25-19    | 27-25    | -        |
| Japão         | 3-0  | Brasil         | 26-24    | 25-20    | 25-22    | -        | -        |

### Segunda rodada - Saitama
14 de Novembro
| Jogo           | Jogo | Jogo          | Parciais | Parciais | Parciais | Parciais | Parciais |
| Jogo           | Jogo | Jogo          | 1        | 2        | 3        | 4        | 5        |
| -------------- | ---- | ------------- | -------- | -------- | -------- | -------- | -------- |
| Estados Unidos | 1-3  | China         | 20-25    | 25-22    | 22-25    | 22-25    | -        |
| Brasil         | 2-3  | Rússia        | 25-21    | 20-25    | 30-28    | 16-25    | 10-15    |
| Japão          | 3-1  | Coreia do Sul | 22-25    | 25-18    | 25-23    | 25-19    | -        |

### Terceira rodada - Fukuoka
16 de Novembro
| Jogo          | Jogo | Jogo           | Parciais | Parciais | Parciais | Parciais | Parciais |
| Jogo          | Jogo | Jogo           | 1        | 2        | 3        | 4        | 5        |
| ------------- | ---- | -------------- | -------- | -------- | -------- | -------- | -------- |
| Rússia        | 1-3  | Estados Unidos | 25-18    | 22-25    | 20-25    | 27-29    | -        |
| Coreia do Sul | 0-3  | Brasil         | 21-25    | 14-25    | 15-25    | -        | -        |
| China         | 3-0  | Japão          | 25-21    | 25-21    | 25-21    | -        | -        |

### Quarta rodada - Fukuoka
17 de Novembro
| Jogo          | Jogo | Jogo           | Parciais | Parciais | Parciais | Parciais | Parciais |
| Jogo          | Jogo | Jogo           | 1        | 2        | 3        | 4        | 5        |
| ------------- | ---- | -------------- | -------- | -------- | -------- | -------- | -------- |
| Japão         | 0-3  | Rússia         | 17-25    | 23-25    | 13-25    | -        | -        |
| Brasil        | 3-2  | Estados Unidos | 25-17    | 21-25    | 20-25    | 25-22    | 20-18    |
| Coreia do Sul | 0-3  | China          | 13-25    | 15-25    | 12-25    | -        | -        |

### Última rodada - Fukuoka
18 de Novembro
| Jogo           | Jogo | Jogo          | Parciais | Parciais | Parciais | Parciais | Parciais |
| Jogo           | Jogo | Jogo          | 1        | 2        | 3        | 4        | 5        |
| -------------- | ---- | ------------- | -------- | -------- | -------- | -------- | -------- |
| Rússia         | 3-0  | Coreia do Sul | 25-14    | 25-18    | 25-14    | -        | -        |
| China          | 3-1  | Brasil        | 25-16    | 25-17    | 21-25    | 25-23    | -        |
| Estados Unidos | 1-3  | Japão         | 20-25    | 26-24    | 23-25    | 18-25    | -        |

## Classificação final
| Posição | Equipe         |
| ------- | -------------- |
|         | China          |
|         | Rússia         |
|         | Japão          |
| 4       | Brasil         |
| 5       | Estados Unidos |
| 6       | Coreia do Sul  |

## Prêmios individuais
| MVP (Most Valuable Player) | Ekaterina Gamova      | Rússia         |
| Melhor atacante            | Elizaveta Tichtchenko | Rússia         |
| Melhor bloqueio            | Ekaterina Gamova      | Rússia         |
| Melhor saque               | Miyuki Takahashi      | Japão          |
| Melhor líbero              | Stacy Sykora          | Estados Unidos |
| Melhor levantadora         | Tatiana Gratcheva     | Rússia         |
| Maior pontuadora           | Ekaterina Gamova      | Rússia         |